# گریم شو

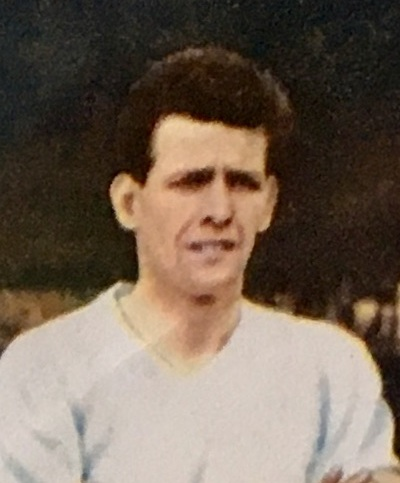
گریم شو، بازیکن فوتبال انگلیسی‌تبار - ۱۹۵۹

گریم شو (به انگلیسی: Graham Shaw) بازیکن فوتبال زادهٔ ۹ ژوئیه ۱۹۳۴ اهل کشور انگلستان که سابقهٔ بازی در تیم ملی فوتبال انگلستان را در کارنامهٔ خود دارد. وی در تاریخ ۲۲ اکتبر ۱۹۵۸ نخستین بازی ملی خود را در مقابل تیم ملی فوتبال اتحاد جماهیر شوروی سوسیالیستی انجام داد و با حضور در ۵ بازی ملی، در تاریخ ۲۱ نوامبر ۱۹۶۲ واپسین بازی ملی‌اش را در برابر تیم ملی فوتبال ولز برگزار کرد.